# Miniopterus robustior
Miniopterus robustior é uma espécie de morcego da família Miniopteridae. Endêmica da Nova Caledônia, onde pode ser encontrada somente nas ilhas de Lifou e Maré.